# 舘正貴
舘 正貴（たち まさき、1963年3月13日 - 2018年12月19日）は、日本の俳優。旧芸名は、舘 大介。本名は舘 陽一郎。
茨城県出身。中央大学中退。既婚。

## 人物
演劇集団 円研究所出身。生前はおぎいくこ事務所、優企画に所属していた。
1991年、テレビ朝日系の特撮テレビドラマ『鳥人戦隊ジェットマン』に敵組織バイラムの幹部・ラディゲ役でレギュラー出演。2004年に雑誌『東映ヒーローMAX』で本作の特集が組まれた際にメッセージを寄稿しており、その中で家族とともにレンタルビデオ店を訪れた際に『ジェットマン』のパッケージを見せたところ、ラディゲの扮装に対して子供が複雑な表情をしていたとしたうえで、「人生の幕を考える年になりましたが、まだこれからと思っているのでよろしくお願いします」と『ジェットマン』のファンに対して感謝のコメントを寄せている。
特技は、殺陣、乗馬。また一時期、小山高生主宰の脚本家集団・ぶらざあのっぽに参加していた時期もあり、その関係でアニメーション脚本家として活動していたこともある。
2018年12月19日、病気療養の末に死去。55歳没。遺族の意向で、訃報は2019年2月17日に所属会社の公式ホームページにて公表された。

## 出演

### テレビドラマ
- このこ誰の子? 第7話「別れのデート」（1986年）
- スーパー戦隊シリーズ
  - 鳥人戦隊ジェットマン（1991年 - 1992年） - ラディゲ
  - 忍者戦隊カクレンジャー 第5話「凸凹珍ゲーマー」・第6話「目玉の王子様!」（1994年） - コート男、モクモクレンの声
- 特捜エクシードラフト 第40話「死の爆弾罰ゲーム」（1992年） - 弘の担任
- 炎立つ（1993年） - 仁田忠常
- ブルースワット 第21話「突撃爺ちゃん魂」（1994年） - 巡査
- さわやか3組  - 先生
- 聖龍伝説（1996年） - 吉岡
- 翼をください!（1996年）
- 炎の消防隊（1996年）
- 智子と知子（1997年）
- D×D（1997年） - 錦織俊治
- ランデヴー（1998年）
- 君といた未来のために 〜I'll be back〜 第3話（1999年1月30日、日本テレビ）
- 可愛いだけじゃダメかしら? 第9話（1999年3月8日、テレビ朝日）
- 鉄甲機ミカヅキ（2000年） - ガリゴリン博士
- 仮面ライダー555 第31話「折り紙の涙」・第32話「絡み合う糸」（2003年） - ゴージャスな男
- アットホーム・ダッド（2004年）
- 火災調査官・紅蓮次郎 間違えて放火した女?（2008年）

### 映画
- タオの月（1997年） - 山助

### 舞台
- 野田秀樹のから騒ぎ (1990年)
- からさわぎ
- 天井桟敷の人々（1995年）
- 虎
- 夕やけこやけでまだ日は暮れぬ
- ハムレット
- 華岡青洲の妻
- 滝の白糸（2007年）

### ゲーム
- SIREN（2003年） - 竹内多聞

### 脚本
- 超特急ヒカリアン(1998年)